# Ronde van Italië 2019/Achtste etappe
De achtste etappe van de Ronde van Italië 2019 was een rit over 239 kilometer tussen Tortoreto Lido en Pesaro. De langste etappe van deze Ronde van Italië voerde langs de Adriatische Zee. Pas na ruim 160 kilometer kwamen er een paar beklimmingen op het pad van de renners. De laatste kilometers werden ingeleid met een technische afdaling, waarna de renners in Pesaro lange, brede wegen tegenkwamen. De twee haakse bochten in de laatste kilometer maakten dat het hebben van een goede positie cruciaal leek voor een goede eindklassering. 
| Tortoreto Lido – Pesaro (239,0 km) |                  |                             |          |
| Plaats                             | Naam             | Ploeg                       | Tijd     |
| 1                                  | Caleb Ewan       | Lotto Soudal                | 5u43'32" |
| 2                                  | Elia Viviani     | Deceuninck–Quick-Step       | z.t.     |
| 3                                  | Pascal Ackermann | BORA-hansgrohe              | z.t.     |
| 4                                  | Fabio Sabatini   | Deceuninck–Quick-Step       | z.t.     |
| 5                                  | Manuel Belletti  | Androni Giocattoli-Sidermec | z.t.     |
| 6                                  | Arnaud Démare    | Groupama-FDJ                | z.t.     |
| 7                                  | Davide Cimolai   | Israel Cycling Academy      | z.t.     |
| 8                                  | Marco Canola     | Nippo-Vini Fantini-Faizanè  | z.t.     |
| 9                                  | Giacomo Nizzolo  | Team Dimension Data         | z.t.     |
| 10                                 | Rüdiger Selig    | BORA-hansgrohe              | z.t.     |
|                                    |                  |                             |          |
| 22                                 | Sam Oomen        | Team Sunweb                 | z.t.     |
| 29                                 | Jan Bakelants    | Team Sunweb                 | z.t.     |

| Algemeen klassement |                    |                             |           |
| Plaats              | Naam               | Ploeg                       | Tijd      |
| Roze trui           | Valerio Conti      | UAE Team Emirates           | 35u13'06" |
| 2                   | José Joaquín Rojas | Movistar Team               | + 1'32"   |
| 3                   | Giovanni Carboni   | Bardiani CSF                | + 1'41"   |
| 4                   | Nans Peters        | AG2R La Mondiale            | + 2'09"   |
| 5                   | Valentin Madouas   | Groupama-FDJ                | + 2'17"   |
| 6                   | Amaro Antunes      | CCC Team                    | + 2'45"   |
| 7                   | Fausto Masnada     | Androni-Sidermec-Bottecchia | + 3'14"   |
| 8                   | Pieter Serry       | Deceuninck–Quick-Step       | + 3'25"   |
| 9                   | Andrey Amador      | Movistar Team               | + 3'27"   |
| 10                  | Sam Oomen          | Team Sunweb                 | + 4'57"   |

1e etappe ·
2e etappe ·
3e etappe ·
4e etappe ·
5e etappe ·
6e etappe ·
7e etappe ·
8e etappe ·
9e etappe ·
10e etappe ·
11e etappe ·
12e etappe ·
13e etappe ·
14e etappe ·
15e etappe ·
16e etappe ·
17e etappe ·
18e etappe ·
19e etappe ·
20e etappe ·
21e etappe
Startlijst · Eindstanden · Afbeeldingen